# Torjus Hemmestveit
Torjus Hemmestveit, född 13 november 1860 i Morgedal i Kviteseid i Telemark fylke, död 9 juni 1930 i Goodridge i Pennington County i Minnesota, var en norsk backhoppare och utövare av nordisk kombination. Han räknas som en av de stora pionjärerna bakom utvecklingen av nordisk skidsport i Nordamerika. Hemmestveit representerade Morgedal Idrettslag.

## Karriär
Karriär i Norge
Torjus Hemmestveit växte upp i Morgedal i Telemark. Morgedal kallas ofta "skidsportens vagga" och har fostrat många utövare inom skidsport. Torjus Hemmestveit flyttade 1881 från Telemark till Kristiania tillsammans med sin bror Mikkjel Hemmestveit. Där startade bröderna Norges första skidskolor. Bröderna tävlade också i Husebyrennet, föregångaren till Holmenkollrennet. (Husebyrennet arrangerades i perioden 1879 till 1891 då man på grund av snöbrist flyttade tävlingarna till Holmenkollen där snöförhållanden var bättre.) Torjus Hemmestveit vann tävlingen i nordisk kombination i Huseby 1883 och 1888. Han vann även 50 km längdåkning 1988. Det var första gången i historien det arrangerades en 50 km lång längdåkningstävling. Torjus Hemmestveit vann tävlingen på tiden 4.26,30. 
Karriär i USA
Mikkjel Hemmestveit flyttade till Minnesota i USA 1886. Torjus flyttade efter 1888. Bröderna startade skidskolor efter samma princip och idéer som skidskolorna i Kristiania. Bröderna Hemmestveit räknas bland de främsta pionjärerna i nordamerikansk skidsport. Mikkjel Hemmestveit satte officiell världsrekord 1891 då han som första backhoppare hoppade 102 fot (31,1 meter). Två år senare satte Torjus nytt rekord då hoppade én fot längre, 103 fot (31,4 meter). Torjus Hemmestveit blev medlem av Aurora Ski Club i Red Wing och ändrade familjenamnet till Hemmestvedt.

## Utmärkelser
Torjus Hemmestveit tilldelades Holmenkollenmedaljen 1928 tillsammans med sin bror.